# Natalie Norris
Natalie Lynn Norris (* 23. September 1990 in Sandy, Utah) ist eine US-amerikanische Fußballspielerin.

## Karriere
Anfang 2013 wurde Norris vom NWSL-Teilnehmer FC Kansas City verpflichtet. Ihr Ligadebüt gab sie am 13. Juni gegen die Chicago Red Stars als Einwechselspielerin. Ebenso wie Jaime French und Missy Geha, die beide am gleichen Spieltag wie Norris in der NWSL debütierten, befand sie sich während des Großteils der Saison nicht im engeren Kader des FC Kansas City und wurde lediglich dann eingesetzt, wenn mehrere andere Spielerinnen ausfielen. 2016 spielte Norris in sieben Partien für den UWS-Teilnehmer Real Salt Lake Women und erzielte dabei zwei Tore.